# Breaking News (Michael Jackson)
Breaking News is een nummer van de Michael Jackson. Op 5 november 2010 was er een videoteaser van "Breaking News" te zien op de officiële website van Michael Jackson. De video begint met verscheidene tv-journalisten die allen rapporteren over "breaking news" over Michael Jackson. Daarna is de muzikale introductie te horen van een nieuw nummer. De video stopt voordat de zang begint. De video verwijst naar de roddelbladen en rechtszaken waar Michael mee te maken had in de jaren voor zijn overlijden. In de video zijn er ook enkele beelden te zien van This Is It. Op 8 november 2010 verscheen het nummer slechts 1 week op Michaels website. Ook op YouTube werd het nummer weggehaald.

## Single
Oorspronkelijk werd gedacht dat het nummer "Breaking News" de eerste single zou zijn van het album Michael omdat dit nummer op maandag 8 november 2010 werd onthuld via de website van Michael Jackson. Sony Music heeft echter bevestigd dat "Breaking News" niet zal worden uitgebracht als officiële single maar als promotionele teaser.